# David Veit (Bankier)
David Veit (geb. 24. April 1753 in Berlin; gest. 28. Januar 1835 ebenda) war ein deutscher, jüdischer Bankier.
Er sollte nicht mit dem Arzt David Veit (1771–1814) verwechselt werden, dem Sohn des Bankiers Joseph Veit (1745–1831) und seiner Ehefrau Bella, geb. Heymann (1745–1838).

## Familie
Der Berliner Bankier David Veit entstammt einer Familie von Rabbinern und Kaufleuten. Sein Vater war der Wollwarenhändler Juda(h) Veit (Singer) (geb. 1719 in Witzenhausen; gest. 8. Januar 1786 in Berlin), Sohn des kurhessischen Rabbiners Veit Singer. Juda(h) Veit (Singer) kam im Jahr 1738 nach Berlin. Seine Ehefrau seit 1740, David Veits Mutter, war Beylle David. Sie war eine Tochter von Hirsch David (1700–1773), Inhaber einer Textil-Manufaktur in Potsdam, in der Samt- und Seidenstoffe hergestellt wurden. Simon Veit (geb. 25. Mai 1754; gest. 1. Oktober 1819) und Salomon Veit (geb. 6. November 1751 in Berlin; gest. 24. April 1827 ebenda) waren David Veits Brüder.

## Lebensweg
Im Jahr 1780 gründen die drei Brüder Simon, Salomon und David Veit das Bankhaus Gebrüder Veit, das sich auf Börsenhandel spezialisierte. Dieses Bankhaus blieb über 150 Jahre lang in Familienbesitz, bis es im Jahr 1931 liquidiert wurde.
David Veit war Mitglied der Berliner Börsenkorporation und wurde später auch Mitglied der Kaufmannskorporation. Die Vereinigte Börsenkorporation war ab 1803 Träger der Berliner Börse; ab 1820 übernahm die neugegründete Korporation der Kaufmannschaft die Börsenträgerschaft.
David Veit heiratete Veilchen (Philippine) Lazarus Braunschweig. Das Ehepaar hatte zwei Söhne: Jona Veit (1790–1865), der sich später taufen ließ und Johannes nannte, und Uhde David Veit (1794–1837). Uhde David Veit wurde David Veits Nachfolger im Bankhaus Veit.